# Die Schmuggler von Del Vista
Die Schmuggler von Del Vista ist ein US-amerikanisches Stummfilmkomödie aus dem Jahr 1925 von Scott R. Dunlap mit George Walsh in der Hauptrolle. Der Film wurde von Chadwick Pictures produziert und vertrieben und basiert auf der Kurzgeschichte American Aristocracy von Frank Howard Clark.

## Handlung
Der Kaugummiproduzent Leander Hicks versucht, seine eigensinnige Tochter Geraldine davon zu überzeugen, Percy Horton zu heiraten, der ein Unternehmen zur Herstellung von Malzmilch besitzt. Geraldine lernt den Wissenschaftler Robert Chester kennen, während er Käfer und Schmetterlinge jagt, und sie verlieben sich. Robert entdeckt, dass Horton in Wirklichkeit der Anführer einer Bande von Rumschmugglern ist. Horton versucht, mit Geraldine und ihrem Vater an Bord auf seiner Yacht zu fliehen. Robert entert das Schiff, besiegt Horton und wird von der Besatzung angegriffen  doch die Polizei kommt und verhaftet die Bande. Die Liebenden sind vereint.

## Veröffentlichung
Die Premiere des Films fand am 1. Dezember 1925 statt. 1926 kam er im Deutschen Reich in die Kinos.

## Kritiken
George T. Pardy schrieb in der Motion Picture News, es gebe in diesem Film jede Menge Quatsch, die Art von Quatsch, über den viele Fans begeistert sein werden. Der Star leiste gute sportliche Arbeit, die Unterstützung sei ok. Jede Menge derbe komische Einlagen, schöne Außenaufnahmen.